# Rugby league nines
O rugby league nines (ou simplesmente rugby nines) é uma variação do rugby league disputada com nove jogadores de cada lado. O jogo é substancialmente o mesmo que o rugby league, com algumas diferenças nas regras e partidas mais curtas. O Nines geralmente é jogado em festivais, pois seu jogo mais curto permite que um torneio seja concluído em um dia ou durante um único fim de semana. O jogo tem inspiração no rugby sevens, variação do rugby union.

## Regras
Cada time joga com nove jogadores em campo, mais até seis substitutos, podendo ter até quatro substituições. As partidas são em dois tempos cronometrados de nove minutos, com um minuto de intervalo. O scrum pode ter até no máximo cinco jogadores, sendo três na primeira linha e dois na segunda linha. A conversão após o try é feita através de drop kick.

## Torneios
Os principais torneios são a Copa do Mundo de Rugby League 9s e a NRL Nines.